# 張綸 (隆慶進士)
張綸（1533年—？年），字子合，號見泉，直隶保定府清苑縣人，民籍。明朝政治人物。

## 生平
嘉靖三十七年（1558年）顺天府乡试第121名舉人，隆慶五年（1571年）辛未科会试第354名，三甲第211名進士。大理寺觀政，任山西翼城知县，萬曆二年（1574年）致仕。

## 家族
曾祖张进。祖父张智。父张翱。前母杨氏；母趙氏；继母冉氏、崔氏。慈侍下。兄經、緯、弟績、綬。